# Takatsukasa Sukenobu
Takatsukasa Sukenobu (鷹司 輔信) (1683-1741), fils du régent Takatsukasa Fusasuke, est un noble de cour japonais (kugyō) de l'époque d'Edo (1603–1868). Il n'occupe aucune fonction à la cour, il a au moins deux filles. L'une, (1689–1746), est adoptée par le shogun Tokugawa Tsunayoshi, épouse un Mito-Tokugawa, Tokugawa Yoshizane, et l'autre (?-1739) épouse Mori Yoshihiro, 5e daimyo du domaine de Chōshū.

## Source de la traduction
- (en) Cet article est partiellement ou en totalité issu de l’article de Wikipédia en anglais intitulé « Takatsukasa Sukenobu » (voir la liste des auteurs).